# 吉田純子 (アメリカ文学者)
吉田 純子（よしだ じゅんこ、1946年(昭和21年)12月8日 - ）は、日本のアメリカ文学者。専門はアメリカ思春期文学。

## 来歴
大阪府生まれ。立命館大学文学部英文科卒、1973年同大学院文学研究科修士課程修了。1992年広島大学総合科学部助教授、1999年教授、2002年神戸女学院大学文学部英文学科教授。2012年定年退職。立命館大学文学部国際コミュニケーション学科学部・大学院非常勤講師 (2013-2022年)。

## 著書(研究書)
- 『アメリカ児童文学家族探しの旅』阿吽社、1992
- 『少年たちのアメリカ 思春期文学の帝国と〈男〉』阿吽社、2004
- 『新・家族さがしの旅 アメリカ児童・思春期文学』阿吽社、2009
- 『アメリカ思春期文学にみる<少年の旅立ち>』阿吽社、2017

## 著書(児童文学作品)
- 『ぼくのねこは妖怪ねこ』PHP研究所、1985
- 『がんばって転校生』PHP研究所、1986
- 『カッパとぼくの夏休み』PHP研究所、1987
- 『ゆうれいをつれてきたおじいちゃん』PHP研究所、1988

## 共著編
- 『女たちの世界文学』松香堂、1991
- 『たのしく読める英米幻想文学』ミネルヴァ書房、1997
- 『たのしく読める英米児童文学』ミネルヴァ書房、2000
- 『アメリカ小説の変容』ミネルヴァ書房、2000
- 『人間理解のコモンセンス』倍風館、2002
- Bridges for the Young: The Fiction of Katherine Paterson. Scarecrow Press, 2003
- The Presence of the Past In Children's Literature. Greenwood, 2003
- Children's Literature and the Fin De Siècle. Praeger, 2003
- 『身体で読むファンタジー フランケンシュタインからもののけ姫まで』 人文書院、2004
- Adaptation as a Strategy of Children's Literature. Provdiv Bulgaria: Provdiv UP, 2005
- The Oxford Encyclopedia of Children's Literature. Oxford, 2006
- Expectations and Experiences. Pied Piper, 2007
- Peer Pressure in Robert Cormier's Chocolate War. Greenhaven, 2010
- 『英語圏諸国の児童文学 II』ミネルヴァ書房、2011
- 『マイノリティは苦しみをのりこえて アメリカ思春期文学をよむ』 冬弓舎、2012
- 『子どもの世紀』ミネルヴァ書房、2013
- 『アメリカ文化事典』アメリカ学会、丸善出版、2018
- The Routledge Companion to Children’s Literature and Culture, “Disability and Children’s Literature.” Routledge, 2023. pp.313-326.

## 主要論文
- 「アメリカ思春期小説におけるジェンダーの見直し─Ursula Le Guinを中心に」『英語青年』143-1.　1997年4月.　pp.32-34.
- “Can Technology Save the Earth?: Peter Dickinson's Eva.” Bookbird 35-4. 1998年2月.  pp.18-21.
- “The Quest for Masculinity in The Chocolate War: Changing Conceptions of Masculinity in the 1970s.” Children’s Literature(Yale UP/MLA), 1998年6月. pp.105-122.
- 「グリム童話の変容とアメリカ文化」『ユリイカ』31-5, 1999年4月. pp.196-203.
- “Boys and Men in Kazumi Yumoto’s The Friends.” Bookbird (IBBY). 2001年7月. pp. 12-16.
- “The Search for a New Narrative of Manhood in Myers’s Fallen Angels ” Tinker Bell 47. 2002年3月. pp.57-72.
- “Telling a New Narrative of American Adam and His Manhood in I Am the Cheese. ”Tinker Bell 49. 2004年3月. pp.60-75.
- “Weetzie Bat にみるポストモダン・ファミリー——a female fantasy”TinkerBell 50. 2005年2月. pp. 69-83.
- “Abjection of Horror in Cynthia Kadohata's The Floating World.” TinkerBell 53. 2008年3月. pp.55-67.
- “Constructing Cultural Memory beyond the Limits of Narrative in So Far from the Bamboo Grove.” Tinker Bell 54. 2009年3月. pp.101-14.
- “Constructing a New Community of Chronotope in Park’s A Single Shard.”Tinker Bell 55. 2010年3月. pp.95-108.
- 「トウェインからコーミアの思春期小説へ」『マーク・トウェイン——研究と批評』13,  日本マーク・トウェイン協会編, 南雲堂 2014年. pp. 60-66.
- 「自閉症の少年の語りとサバイバルの可能性——「マルセロ・イン・ザ・リアルワールド」」「立命館言語文化研究」31-3. 2020年1月.  pp.113-26.
- 「思春期文学の少女たちがトラウマを脱するとき——『若草物語』と『ウィーツィー・バット』の場合」『立命館言語文化研究』32-4. 2021年3月.  pp.97-111.
- 「ロイス・ラウリーの『ギャザリング・ブルー』にみる〈希望〉の表象—キラはなぜ青を集めるのか? 」Tinker Bell 66. 2021年3月. pp. 51-66.

## 翻訳
- 『のはらいっぱいのいいこと スコットランドの民話より』岡田淳絵 啓林館編 文研出版、1977 おはなしとしょかん
- リチャード・スキャリー『スキャリーおじさんのどうぶつえほん』Vol.1〜9. ブックローン出版、1981
- ジャック・ザイプス『赤頭巾ちゃんは森を抜けて 社会文化学からみた再話の変遷』廉岡糸子、横川寿美子共訳 阿吽社、1990
- ジェリー・グリスウォルド『家なき子の物語 アメリカ古典児童文学にみる子どもの成長』[廉岡糸子、遠藤育枝] 共訳 阿吽社、1995
- ジャック・ザイプス『おとぎ話が神話になるとき』阿部美春共訳 紀伊國屋書店、1999
- ロバータ・シーリンガー・トライツ『ねむり姫がめざめるとき フェニミズム理論で児童文学を読む』川端有子共監訳 阿吽社、2002
- R.S.トライツ『宇宙をかきみだす 思春期文学を読みとく』監訳 人文書院、2007

## 参考
- [ISBN 978-4-925220-31-6]
- 『現代日本人名録』2002年
- 吉田純子